# Nuoto ai XIX Giochi dei piccoli stati d'Europa
Le competizioni di nuoto ai XIX Giochi dei piccoli stati d'Europa si sono svolte dal 30 maggio al 2 giugno 2023.

## Podi

### Uomini
| Evento                    | Oro                                                                   | Argento                                                                 | Bronzo                                                          |
| 50 m stile libero         | Kyle Micallef                                                         | Rémi Fabiani                                                            | Issei Kim                                                       |
| 100 m stile libero        | Nikolas Antoniou                                                      | Rémi Fabiani                                                            | Ralph Daleiden-Ciuferri                                         |
| 200 m stile libero        | Pit Brandenburger                                                     | Max Mannes                                                              | Loris Bianchi                                                   |
| 400 m stile libero        | Loris Bianchi                                                         | Pit Brandenburger                                                       | Dylan Cachia                                                    |
| 800 m stile libero        | Théo Druenne                                                          | Loris Bianchi                                                           | Dylan Cachia                                                    |
| 1500 m stile libero       | Théo Druenne                                                          | Loris Bianchi                                                           | Dylan Cachia                                                    |
|                           |                                                                       |                                                                         |                                                                 |
| 50 m dorso                | Rémi Fabiani                                                          | Filippos Iakovidis                                                      | Max Mannes                                                      |
| 100 m dorso               | Rémi Fabiani                                                          | Filippos Iakovidis                                                      | Max Mannes                                                      |
| 200 m dorso               | Max Mannes                                                            | Antonio Nikolaou                                                        | Thomas Wareing                                                  |
|                           |                                                                       |                                                                         |                                                                 |
| 50 m rana                 | Panayiotis Panaretos                                                  | Snorri Einarsson                                                        | Daði Björnsson                                                  |
| 100 m rana                | Anton McKee                                                           | Panayiotis Panaretos                                                    | Joao Reisen                                                     |
| 200 m rana                | Anton McKee                                                           | Giacomo Casadei                                                         | Panayiotis Panaretos                                            |
|                           |                                                                       |                                                                         |                                                                 |
| 50 m farfalla             | Julien Henx                                                           | Issei Kim                                                               | Bernat Lomero                                                   |
| 50 m farfalla             | Julien Henx                                                           | Issei Kim                                                               | Tomas Lomero                                                    |
| 50 m farfalla             | Julien Henx                                                           | Issei Kim                                                               | Loukas Marinos                                                  |
| 100 m farfalla            | Loukas Marinos                                                        | Simon Statkevičius                                                      | Ralph Daleiden-Ciuferri                                         |
| 200 m farfalla            | Florian Frippiat                                                      | Alessandro Rebosio                                                      | João Reisen                                                     |
|                           |                                                                       |                                                                         |                                                                 |
| 200 m misti               | Birnir Hálfdánarson                                                   | João Reisen                                                             | Florian Frippiat                                                |
| 400 m misti               | Anton McKee                                                           | Thomas Wareing                                                          | João Reisen                                                     |
|                           |                                                                       |                                                                         |                                                                 |
| 4 × 100 m stile libero    | Matthew Galea Kyle Micallef Rudi Spiteri Raoul Stafrace               | Birnir Hálfdánarson Guðmundur Rafnsson Ymir Solvason Simon Statkevičius | Bernat Lomero Tomas Lomero Patrick Pelegrina Kevin Teixeira     |
| 4 × 200 m stile libero    | Pit Brandenburger Ralph Daleiden-Ciuferri Florian Frippiat Max Mannes | Nikolas Antoniou Christos Manoli Loukas Marinos Stavros Tzirtzipis      | Birnir Hálfdánarson Anton McKee Veigar Sigþórsson Ymir Solvason |
| 4 × 100 m staffetta mista | Ralph Daleiden-Ciuferri Rémi Fabiani Julien Henx João Reisen          | Nikolas Antoniou Filippos Iakovidis Loukas Marinos Panayiotis Panaretos | Anton McKee Guðmundur Rafnsson Ymir Solvason Simon Statkevičius |

### Donne
| Evento                    | Oro                                                                               | Argento                                                          | Bronzo                                                                                       |
| 50 m stile libero         | Kalia Antoniou                                                                    | Johanna Guðmundsdóttir                                           | Anna Hadjiloizou                                                                             |
| 100 m stile libero        | Kalia Antoniou                                                                    | Snæfríður Jórunnardóttir                                         | Anna Hadjiloizou                                                                             |
| 200 m stile libero        | Snæfríður Jórunnardóttir                                                          | Kalia Antoniou                                                   | Giulia Viacava                                                                               |
| 400 m stile libero        | Snæfríður Jórunnardóttir                                                          | Arianna Valloni                                                  | Sasha Gatt                                                                                   |
| 800 m stile libero        | Arianna Valloni                                                                   | Sasha Gatt                                                       | Freyja Birkisdóttir                                                                          |
| 1500 m stile libero       | Arianna Valloni                                                                   | Sasha Gatt                                                       | Freyja Birkisdóttir                                                                          |
|                           |                                                                                   |                                                                  |                                                                                              |
| 50 m dorso                | Kalia Antoniou                                                                    | Steingerður Hauksdóttir                                          | Giulia Viacava                                                                               |
| 100 m dorso               | Georgia Bohl                                                                      | Maria Erokhina                                                   | Birgitta Ingólfsdóttir                                                                       |
| 200 m dorso               | Giulia Viacava                                                                    | Ylfa Kristmannsdóttir                                            | Victoria Balderacchi                                                                         |
|                           |                                                                                   |                                                                  |                                                                                              |
| 50 m rana                 | Georgia Bohl                                                                      | Maria Erokhina                                                   | Birgitta Ingólfsdóttir                                                                       |
| 100 m rana                | Georgia Bohl                                                                      | Maria Erokhina                                                   | Birgitta Ingólfsdóttir                                                                       |
| 200 m rana                | Maria Erokhina                                                                    | Georgia Bohl                                                     | Nadia Tudo                                                                                   |
|                           |                                                                                   |                                                                  |                                                                                              |
| 50 m farfalla             | Snæfríður Jórunnardóttir                                                          | Kalia Antoniou                                                   | Johanna Guðmundsdóttir                                                                       |
| 100 m farfalla            | Anna Hadjiloizou                                                                  | Vala Cicero                                                      | Anaïs Arlandis                                                                               |
| 200 m farfalla            | Agathi Manoli                                                                     | Sarah Demicoli                                                   | Kristin Hákonardóttir                                                                        |
|                           |                                                                                   |                                                                  |                                                                                              |
| 200 m misti               | Eva Falsdóttir                                                                    | Nadia Tudo                                                       | Giulia Viacava                                                                               |
| 400 m misti               | Giulia Viacava                                                                    | Eva Falsdóttir                                                   | Vala Cicero                                                                                  |
|                           |                                                                                   |                                                                  |                                                                                              |
| 4 × 100 m stile libero    | Sasha Gatt Georgia Bohl Nadia Todo Alicia Micallef                                | Kalia Antoniou Anna Hadjiloizou Maria Erokhina Georgia Oikonomou | Snæfríður Jórunnardóttir Birgitta Ingólfsdóttir Kristin Hákonardóttir Johanna Guðmundsdóttir |
| 4 × 200 m stile libero    | Snæfríður Jórunnardóttir Freyja Birkisdóttir Eva Falsdóttir Kristin Hákonardóttir | Kalia Antoniou Anna Hadjiloizou Maria Erokhina Georgia Oikonomou | Sasha Gatt Nadia Todo Georgia Bohl Alicia Micallef                                           |
| 4 × 100 m staffetta mista | Snæfríður Jórunnardóttir Vala Cicero Eva Falsdóttir Johanna Guðmundsdóttir        | Kalia Antoniou Anna Hadjiloizou Maria Erokhina Georgia Oikonomou | Sasha Gatt Nadia Todo Georgia Bohl Alicia Micallef                                           |

## Medagliere
| Pos.   | Paese       | Oro | Argento | Bronzo | Totale |
| ------ | ----------- | --- | ------- | ------ | ------ |
| 1      | Islanda     | 10  | 11      | 10     | 31     |
| 2      | Lussemburgo | 10  | 11      | 4      | '25    |
| 3      | Cipro       | 6   | 5       | 5      | 16     |
| 4      | Monaco      | 5   | 1       | 6      | 12     |
| 5      | Malta       | 4   | 6       | 7      | 17     |
| 6      | San Marino  | 3   | 5       | 1      | 9      |
| 7      | Andorra     | 0   | 1       | 4      | 5      |
| Totale | Totale      | 40  | 40      | 42     | 122    |